# Finale de la Ligue des champions de l'UEFA 1993-1994
La finale de la Ligue des champions de l'UEFA 1993-1994 est la 39e de l'histoire de la compétition, la 2e édition depuis l'instauration du nouveau format.
Le match se déroule au Stade olympique d'Athènes qui accueille sa 2e finale de C1 après 1984.
L'AC Milan remporte sa cinquième C1 en battant 4-0 le FC Barcelone.

## Équipes

### Précédentes apparitions en finale
| Équipes      | Précédentes apparitions en finale (en gras celles remportées) |
| ------------ | ------------------------------------------------------------- |
| AC Milan     | 6 (1958, 1963, 1969, 1989, 1990, 1993)                        |
| FC Barcelone | 3 (1961, 1986, 1992)                                          |

### Historique des confrontations
C'est la première fois que les deux équipes se rencontrent en finale mais elles s'étaient déjà affronté dans un match aller-retour au premier tour de l'édition 1959-1960 de la coupe des clubs champions.
| AC Milan   |              | FC Barcelone |
| ---------- | ------------ | ------------ |
| 0 victoire | 0 nul        | 2 victoires  |
| 1          | buts marqués | 7            |

| Date             | Domicile     | Score | Extérieur    | Phase                | Stade    | Affluence |
| ---------------- | ------------ | ----- | ------------ | -------------------- | -------- | --------- |
| 25 novembre 1959 | FC Barcelone | 5 - 1 | AC Milan     | Premier tour, retour | Camp Nou | 70 000    |
| 4 novembre 1959  | AC Milan     | 0 - 2 | FC Barcelone | Premier tour, aller  | San Siro | 54 000    |

## Parcours des finalistes
Note : dans les résultats ci-dessous, le score du finaliste est toujours donné en premier (D : domicile ; E : extérieur).
| Rang | Équipe         | Pts | J | G | N | P | Bp | Bc | Diff |
| ---- | -------------- | --- | - | - | - | - | -- | -- | ---- |
| 1    | AC Milan       | 8   | 6 | 2 | 4 | 0 | 6  | 2  | +4   |
| 2    | FC Porto       | 7   | 6 | 3 | 1 | 2 | 10 | 6  | +4   |
| 3    | Werder Brême   | 5   | 6 | 2 | 1 | 3 | 11 | 15 | -4   |
| 4    | RSC Anderlecht | 4   | 6 | 1 | 2 | 3 | 5  | 9  | -4   |

| Rang | Équipe         | Pts | J | G | N | P | Bp | Bc | Diff |
| ---- | -------------- | --- | - | - | - | - | -- | -- | ---- |
| 1    | FC Barcelone   | 10  | 6 | 4 | 2 | 0 | 13 | 3  | +10  |
| 2    | AS Monaco      | 7   | 6 | 3 | 1 | 2 | 9  | 4  | +5   |
| 3    | Spartak Moscou | 5   | 6 | 1 | 3 | 2 | 6  | 12 | -6   |
| 4    | Galatasaray SK | 2   | 6 | 0 | 2 | 4 | 1  | 10 | -9   |

## Match

### Avant match
Vainqueur en 1989 et 1990, finaliste en 1993, triple champion d'Italie en titre, le Milan AC est considéré comme l'une des meilleures équipes de l'histoire. En particulier réputé pour la qualité de sa défense, qui détient encore aujourd’hui le record du plus grand nombre de matchs consécutifs sans défaite dans les cinq grands championnats européens (58, entre mai 1991 et mars 1993). Mais l’équipe italienne fait face à un défi de taille : Costacurta et Baresi, deux des titulaires de cette défense de fer, souvent cités parmi les meilleurs défenseurs de tous les temps, sont suspendus, et l'entraîneur Fabio Capello doit faire appel à Galli et Panucci pour les suppléer.
A noter que l'entraîneur italien doit aussi faire sans l'attaquant Marco Van Basten. Bien qu'il soit toujours au club, le triple ballon d'or enchaine les blessures depuis la finale de 1993 et ne rejouera plus au niveau professionnel.
De son côté, fort de son sacre en 1992 et quadruple champion d’Espagne en titre, le FC Barcelone  aborde cette finale avec le statut de favori. Cette équipe, surnommée la "Dream Team", est admirée pour son jeu offensif, basé sur la possession, le mouvement et la créativité. L'entraîneur Johan Cruyff, figure majeure de l'identité footballistique du club, a profondément marqué le Barça en instaurant une philosophie de jeu ambitieuse et spectaculaire.
Par ailleurs l'effectif du Milan AC comporte six joueurs non italien, le règlement de l'UEFA de l'époque limitant à trois joueurs étranger au maximum, Jean-Pierre Papin, Brian Laudrup et Florin Răducioiu ne sont pas sélectionné pour la rencontre, laissant leur place à Zvonimir Boban, Marcel Desailly et Dejan Savićević. Même problématique du côté de Barcelone où Johan Cruyff décide d'aligner Ronald Koeman, Hristo Stoichkov et Romário au détriment de Michael Laudrup.

### Résumé de la rencontre
Dès la 9e minute de jeu, Panucci fait trembler les filets à la suite d’un coup franc joué en deux temps par Boban, mais son but est logiquement refusé pour une position de hors-jeu.
Quelques minutes plus tard, Dejan Savićević se joue de Josep Guardiola et perce depuis la droite de la surface de réparation avant d’adresser un centre pour Daniele Massaro, qui n’a plus qu’à reprendre de la tête pour ouvrir le score.
Milan domine largement la rencontre, confisquant le ballon aux Catalans, notamment sous l’impulsion d’un Demetrio Albertini rayonnant au milieu de terrain. À la toute fin du temps additionnel de la première mi-temps, au terme d’une superbe action collective, Donadoni déborde sur le côté gauche et centre en retrait pour Massaro, qui trompe Zubizarreta d’une frappe tendue.
Dès le retour des vestiaires, à la 47e minute, Savićević subtilise le ballon dans les pieds de Nadal et réussit un superbe lob depuis l’angle droit de la surface, inscrivant l’un des plus beaux buts de l’histoire des finales de Ligue des champions.
Savićević montre à nouveau l’étendue de son talent peu avant l’heure de jeu, trouvant le poteau catalan à la réception d’une superbe ouverture d’Albertini. Dans la continuité de l’action, Barcelone tente de se dégager en catastrophe, mais Desailly intercepte immédiatement dans le rond central. Après un appui avec Albertini, il progresse jusqu’à la surface de réparation, où il trompe Zubizarreta d’un enroulé du droit tout en finesse.
Dominateur du début à la fin, Milan, pourtant peu réputé pour ses qualités offensives (36 buts en 34 matchs de Serie A cette saison-là), l’emporte finalement 4 à 0 face à la spectaculaire attaque du Barcelone de Cruyff (91 buts en Liga). Les choix de Johan Cruyff seront critiqués après la rencontre, en particulier l’absence de Michael Laudrup, dont de nombreux observateurs estiment qu’il aurait pu apporter un meilleur contrôle du ballon au milieu de terrain,,.

### Feuille de match
| 18 mai 1994 | AC Milan                                                                                         | 4 - 0   | FC Barcelone | Stade olympique, Athènes                    |                                             |
|             | ( Savićević) Massaro 22e · ( Donadoni) Massaro 45+3e · Savićević 47e · ( Albertini) Desailly 59e | (2 - 0) |              | Spectateurs : 70 000 Arbitrage : Philip Don | Spectateurs : 70 000 Arbitrage : Philip Don |
|             | Rapport                                                                                          |         |              | Spectateurs : 70 000 Arbitrage : Philip Don | Spectateurs : 70 000 Arbitrage : Philip Don |

| Milan | Barcelone |

|               |    |                    |     |     |
|               |    |                    |     |     |
| G             | 1  | Sebastiano Rossi   |     |     |
| DD            | 2  | Mauro Tassotti     | 35e |     |
| DC            | 5  | Filippo Galli      |     |     |
| DC            | 6  | Paolo Maldini      |     | 83e |
| DG            | 3  | Christian Panucci  | 88e |     |
| MD            | 9  | Zvonimir Boban     |     |     |
| MC            | 4  | Demetrio Albertini | 53e |     |
| MC            | 8  | Marcel Desailly    |     |     |
| MG            | 7  | Roberto Donadoni   |     |     |
| ATT           | 10 | Dejan Savićević    |     |     |
| ATT           | 11 | Daniele Massaro    | 45e |     |
| Remplaçants : |    |                    |     |     |
| G             | 12 | Mario Ielpo        |     |     |
| D             | 13 | Stefano Nava       |     | 83e |
| M             | 14 | Angelo Carbone     |     |     |
| M             | 15 | Gianluigi Lentini  |     |     |
| ATT           | 16 | Marco Simone       |     |     |
| Entraineur :  |    |                    |     |     |
| Fabio Capello |    |                    |     |     |

|               |    |                       |     |     |
|               |    |                       |     |     |
| G             | 1  | Andoni Zubizarreta    |     |     |
| DD            | 2  | Albert Ferrer         | 58e |     |
| DC            | 4  | Ronald Koeman         |     |     |
| DC            | 5  | Miguel Ángel Nadal    | 54e |     |
| DG            | 7  | Sergi                 | 55e | 71e |
| MC            | 3  | Josep Guardiola       |     |     |
| MC            | 6  | José Mari Bakero      | 48e |     |
| MC            | 9  | Guillermo Amor        |     |     |
| ATD           | 8  | Hristo Stoichkov      | 24e |     |
| ATG           | 11 | Txiki Begiristain     |     | 51e |
| AVC           | 10 | Romário               |     |     |
| Remplaçants : |    |                       |     |     |
| G             | 13 | Carles Busquets       |     |     |
| D             | 12 | Juan Carlos           |     |     |
| M             | 14 | Eusebio Sacristán     |     | 51e |
| M             | 15 | Ion Andoni Goikoetxea |     |     |
| M             | 16 | Quique Estebaranz     |     | 71e |
| Entraineur :  |    |                       |     |     |
| Johan Cruyff  |    |                       |     |     |

| Arbitres assistants Rob Harris Roy Pearson Quatrième arbitre Martin Bodenham |

## Records
- Il s'agit à l'époque de la plus large victoire en finale de ligue des champions, à égalité avec Steaua Bucarest 0 - 4 Milan AC en 1989, Atletico Madrid 0 - 4 Bayern Munich en 1974 (match d'appuis) et Real Madrid 7 - 3 Eintracht Francfort en 1960. Ce score a depuis été dépassé par Paris Saint-Germain 5 - 0 Inter Milan en 2025[16].

## Conséquences

### Pour les milanais
Milan remporte son 5e sacre européen, le troisième pour quatre finales en six ans, confirmant son statut de dominateur des années 90, considéré comme l'une des plus belles équipes de l'histoire.
Pour Fabio Capello c'est la consécration, considéré comme son chef-d'œuvre tactique, la finale lui permet d'assoir sa réputation d'entraineur, quittant l'ombre d'Arrigo Sacchi dont il a su bonifier l'héritage.
La performance mémorable de Dejan Savicevic, alors qu'il était jusque là considéré comme un artiste au grand talent mais inconstant, achèvera d'inscrire le joueur parmi les légendes du football.
La dynastie milanaise est alors à son apogée et l'équipe italienne, bien que toujours dominatrice en Série A, ne retrouvera plus les sommets européen avant 2003.

### Pour Barcelone
Cette lourde défaite marque la fin symbolique de la "Dream Team" de Johan Cruyff. L'entraîneur néerlandais restera au club jusqu'en 1996 mais ne remportera plus de titre majeur. L'échec de 1994 est considéré comme le début du déclin du Barça qui ne retrouvera les sommets européen qu'en 2006. La final aura montré que le jeu de position prôné par Cruyff peut être contré avec discipline et intensité. Cela alimentera les débats sur les limites du style de jeu barcelonais pendant de nombreuses années jusqu'à ce qu'il finissent par être réinventé par Pep Guardiola, devenu entraîneur et dont les principes tactiques sont très fortement imprégné de cette période.
N'ayant jamais digéré d'avoir été écarté pour la final, Michael Laudrup quittera le club quelques semaines plus tard pour rejoindre les rivaux du Real Madrid où il sera sacré champion d'Espagne dès l'année suivante.